# Rijnvoetbalkampioenschap 1907/08
In 1907/08 werd het eerste  Rijnvoetbalkampioenschap gespeeld, dat georganiseerd werd door de Zuid-Duitse voetbalbond. De competitie werd georganiseerd als Westkreisliga. 
Pfalz Ludwigshafen werd kampioen en plaatste zich voor de Zuid-Duitse eindronde. De vier kampioenen speelden in groepsfase en de club werd laatste. 

## Westkreisliga
| Plaats | Club                      | Wed. | W | G | V | Saldo | Ptn. |
| ------ | ------------------------- | ---- | - | - | - | ----- | ---- |
| 1.     | FC Pfalz Ludwigshafen     | 8    | 7 | 0 | 1 | 25:8  | 14:2 |
| 2.     | FC Palatia Kaiserslautern | 8    | 4 | 1 | 3 | 26:17 | 9:7  |
| 3.     | FC 1900 Kaiserslautern    | 8    | 3 | 1 | 4 | 21:22 | 7:9  |
| 4.     | FC Bavaria Kaiserslautern | 8    | 3 | 1 | 4 | 16:24 | 7:9  |
| 5.     | FC Revidia Ludwigshafen   | 8    | 1 | 1 | 6 | 15:32 | 3:13 |

|  | Geplaatst voor Zuid-Duitse eindronde |